# دومینیک هاوارد
دومینیک هاوارد (انگلیسی: Dominic James Howard؛ زاده ۷ دسامبر ۱۹۷۷) یک موسیقی‌دان است. وی از سال ۱۹۹۴ میلادی تاکنون مشغول فعالیت بوده‌است.